# كريستيان أندرياس إيغينز
كريستيان أندرياس إيغينز هو شخصية أعمال وسياسي نرويجي، ولد في 6 يوليو 1833، وتوفي في 15 أبريل 1915. انتخب نائب عضو برلمان النرويج ‏ عن دائرة Bergen ‏ خلال فترته النيابية ‏ (1874 – 1876) وانتخب mayor of Bergen ‏ (1880 – 1881) وانتخب عضو برلمان النرويج ‏ عن دائرة Søndre Bergenhus amt ‏ خلال فترته النيابية ‏ (1895 – 1897).